# مرش (کانتون)
مرش (به لاتین: Mersch) یک کانتون در لوکزامبورگ است که در Luxembourg District واقع شده‌است. مرش ۲۲۳٫۹۰ کیلومتر مربع مساحت و ۳۲٬۱۱۲ نفر جمعیت دارد.